# Gervais Ndirakobuca
Gervais Ndirakobuca (n.  ?) este un militar și om politic burundez. El ocupă funcția de prim-ministru al Burundi din 7 septembrie 2022. Între 2020 și 2022, a fost ministru de Interne, al Securității publice și al Dezvoltării comunitare.
Este cunoscut pentru reprimarea violentă a manifestațiilor din 2015 din Burundi împotriva celui de-al treilea mandat al președintelui Pierre Nkurunziza și a fost vizat de sancțiuni impuse de Statele Unite și Uniunea Europeană pentru încălcări ale drepturilor omului.

## Biografie
Ndirakobuca a fost comandant rebel în timpul războiului civil care s-a încheiat în 2003. Porecla sa este „Ndakugarika”, ceea ce înseamnă „te voi omorî” (sau „te voi întinde mort”) în limba kirundi. După sfârșitul războiului, s-a alăturat poliției burundeze, unde a avansat până la gradul de comisar (general-locotenent).
El folosește forța excesivă pentru a reprima manifestațiile din 2015 care au urmat deciziei președintelui Pierre Nkurunziza de a candida pentru un al treilea mandat. Statele Unite, Regatul Unit, Franța, Elveția și Uniunea Europeană impun sancțiuni împotriva lui Ndirakobuca pentru „acte de violență, acte de represiune și încălcări ale dreptului internațional privind drepturile omului împotriva manifestanților… în zilele de 26, 27 și 28 aprilie în cartierele Nyakabiga și Musaga din Bujumbura”. Cel puțin 1 700 de persoane sunt ucise în timpul manifestațiilor. Curtea Penală Internațională deschide o anchetă împotriva responsabililor guvernamentali implicați în represiune, printre care și Ndirakobuca. Cu toate acestea, președintele Évariste Ndayishimiye îl numește ministru de Interne, Securitate și Dezvoltare comunitară în 2020. El este considerat un viceprim-ministru de facto sau numărul 2 în guvern, imediat după prim-ministrul Alain-Guillaume Bunyoni, având un portofoliu ministerial extins: interne, securitate și dezvoltare comunitară.
În 2021, Statele Unite ridică sancțiunile împotriva lui Ndirakobuca.
În septembrie 2022, Ndayishimiye îl critică într-un discurs pe prim-ministrul său Alain-Guillaume Bunyoni, fără a-l numi direct. El sugerează că Bunyoni ar intenționa să-l răstoarne printr-o lovitură de stat și că îi împiedică acțiunile. Pe 7 septembrie, Bunyoni este destituit din funcție, iar noul prim-ministru, Gervais Ndirakobuca, este aprobat în unanimitate și prin vot deschis de către Adunarea Națională și Senat.
În octombrie 2022, Uniunea Europeană anunță ridicarea sancțiunilor impuse lui Gervais Ndirakobuca.